# Celeriana de Vic
Celeriana de Vic és un personatge llegendari. Era una jove de Vic que va morir màrtir el 718, quan els musulmans van arribar a la ciutat.
Apareix per primer cop citada al Cronicó d'Haubert, falsificació escrita per Antonio de Lupián Zapata en 1667, que va fer passar com una antiga crònica del segle IX. Des de llavors, el nom s'incorpora acríticament en històries i santorals, no obstant que no aparegui en cap altra font anterior ni en cap font històrica versemblant.
En santorals posteriors apareix com a "Celeriana, verge i màrtir, filla de Vic", sense cap altra menció. No consta, però, al Martirologi romà ni en cap santoral oficial. Es venerava a Vic i algunes parròquies de la Segarra.